# Lecane branchicola
Lecane branchicola is een raderdiertjessoort uit de familie Lecanidae. De wetenschappelijke naam van deze soort is voor het eerst geldig gepubliceerd in 1903 door Piovanelli.